# Оливейра да Коста, Рожерио
Рожерио Оливейра да Коста (порт. Rogério Oliveira da Costa; 10 мая, 1976 года, Фос-ду-Игуасу, Бразилия — 19 декабря, 2006 года, Скопье, Северная Македония) — бразильский футболист, нападающий.

## Карьера
Большую часть своей карьеры Рожерио провел в нынешней Северной Македонии, где он выступал за ряд ведущих клубов страны. В сезоне 1998/99 форвард с 22 мячами стал лучшим бомбардиром чемпионата Республики Македонии. В 2002 по 2004 год бразилец играл в «Вардаре». В августе 2003 года он помог своей команде сенсационно пройти московский ЦСКА в рамках отборочного раунда Лиги чемпионов (в Москве «Вардаре» был сильнее со счетом 2:1, а дома сыграл вничью — 1:1).
Также футболист выступал в чемпионатах Бельгии, Турции и Греции. Скончался 19 декабря 2006 года в Скопье от инфаркта в возрасте 30 лет.

## Достижения

### Командные
- Чемпион Македонии (1): 2002/03.

### Личные
- Лучший бомбардир чемпионата Македонии (1): 1998/99.